# Doug Flynn
Robert Douglas Flynn (Lexington, Kentucky, 18 de abril de 1951), más conocido como Doug Flynn, es un exjugador profesional estadounidense de béisbol que se desempeñó en la posición de segunda base en las Grandes Ligas de Béisbol (MLB). Logró obtener un Guante de Oro.

## Carrera
Flynn jugó como profesional tres temporadas en Cincinnati Reds (1975-1977), después pasó a New York Mets (1977-1981), luego a Texas Rangers (1982), posteriormente a Montreal Expos (1982-1985), y finalmente, a Detroit Tigers, donde jugó una temporada (1985), y fue el equipo en el que se retiró.

## Premios
Fue galardonado con el Guante de Oro en una oportunidad (1980).